# برجانی (گورنگی میلانوواتس)
برجانی (به صربی: Brđani) یک منطقهٔ مسکونی در صربستان است که در ناحیه موراویتسا واقع شده‌است. برجانی ۱٬۲۲۷ نفر جمعیت دارد.